# Kanton Créteil-Sud
Kanton Créteil-Sud is een voormalig kanton van het Franse departement Val-de-Marne. Kanton Créteil-Sud maakte deel uit van het arrondissement Créteil en telde 34.420 inwoners (1999).
Het werd opgeheven bij decreet van 17 februari 2014 met uitwerking in maart 2015.

## Gemeenten
Het kanton Créteil-Sud omvatte enkel een deel van de gemeente Créteil. 